# Światła stadionów
Światła stadionów – amerykański dramat sportowy z 2004 roku na podstawie książki Buzza Bissingera opowiadający o trenerach i zawodnikach licealnej drużyny futbolu amerykańskiego z teksańskiej Odessy, którzy w 1989 roku zdobyli mistrzostwo stanowe. Film został bardzo dobrze przyjęty przez amerykańską krytykę i znalazł się na liście '50 najlepszych filmów o szkole średniej'.
Inspirowany sukcesem filmu, w listopadzie 2006 roku w stacji NBC zadebiutował serial Friday Night Lights opisujący podobne wydarzenia.

## Fabuła
Koniec lat 80. Miasteczko Odessa na zachodnim Teksasie. Perspektywy są żadne, przyszłość niepewna, sytuacja materialna pogarsza. Ale w piątek wieczór w miasteczku rzeczywistość nabiera kolorów, a wszystko przez mecze futbolu. Drużyna Permian High Panters postanawia po raz piąty zdobyć mistrzostwo stanu. Jej trener Gary Gaines z grupy niesfornych małolatów próbuje zrobić zawodowych graczy.

## Obsada
- Billy Bob Thornton – Trener Gary Gaines
- Lucas Black – Mike Winchell
- Garrett Hedlund – Don Billingsley
- Derek Luke – Boobie Miles
- Jay Hernández – Brian Chavez
- Lee Jackson – Ivory Christian
- Lee Thompson Young – Chris Comer
- Tim McGraw – Charles Billingsley
- Grover Coulson – L.V. Miles
- Connie Britton – Sharon Gaines
- Connie Cooper – Pani Winchell
- Kasey Stevens – Flippy
- Ryanne Duzich – Melissa
- Amber Heard – Maria
- Morgan Farris – Jennifer Gaines